# Holger Worm
Holger Johan Emil Worm, född 16 februari 1901 i Köpenhamn, död 1978, var en dansk tecknare och teaterdekoratör.
Han var son till fulmægtig Louis Christian Worm och Amanda Johansdotter Lind och gift med Vibeke Antoinette Roug. Worm avlade en cand. phil.-examen 1919 och fortsatte därefter sina studier vid Teknisk skole och Det Kongelige Danske Kunstakademi samt bedrev självstudier under resor till Paris, Rom och London. Han arbetade som lärare vid Tegne- og Kunstindustriskolen i Köpenhamn 1935–1941 och var från 1949 fast anställd som tecknare vid Politiken. Han specialiserade sig på att teckna hästar och har utfört ett flertal illustrationsuppdrag för olika hästböcker bland annat G Orlow Andersens Hesteliv og rytterminder och Nils Ankarcronas Ridningens A.B.C.. Genom sin mors svenska anknytning tog han starkt intryck av svensk konst och kulturdebatt. Han var Bonniers månadstidnings Köpenhamnsmedarbetare  1945–1948 och utförde illustrationer till Åke Runnquists antologi Din vän hästen och Bertil Widerbergs bok om Malmö. Worm är representerad vid Moderna museet i Stockholm.